# Fritz Schönhöfer
Karl Friedrich Schönhöfer, más conocido por el diminutivo Fritz Schönhöfer (Espira, 1 de enero de 1892; Wuppertal, 11 de febrero de 1965) fue un químico alemán conocido por el desarrollo de varios agentes quimioterapéuticos contra la malaria durante su periodo en las plantas de Bayer en Wuppertal-Elberfeld.

## Cida
Schönhöfer era hijo de un ingeniero y asistió a la escuela secundaria de Ludwigshafen, pasando su Abitur en 1913. Estudió química hasta doctorarse y comenzó a trabajar en Bayer en 1921.
Junto con los farmacólogos Werner Schulemann y Wilhelm Roehl y su colega químico August Wingler en Bayer, participó en el desarrollo del primer fármaco antipalúdico producido sintéticamente, la plasmoquina, un derivado de la quinolina. El nuevo medicamento se introdujo en la práctica médica en 1926 y se lanzó comercialmente en 1927, aunque ahora está obsoleto gracias a agentes más eficaces y menos tóxicos. En 1928 recibió por ello la medalla Emil Fischer junto a Schulemann y Wingler. También participó en el desarrollo de la atebrina (usada para la profilaxis de la malaria), que a menudo se usó en conjunción con la plasmoquina. La plasmoquina evitaba efectos secundarios graves, a veces fatales, de la quinina (fiebre de aguas negras) pero mantenía otros efectos secundarios graves. El fármaco actúa sobre los gametos del patógeno de la malaria. La atebrina fue el agente antipalúdico preferido en los Estados Unidos durante la Segunda Guerra Mundial.
El desarrollo de la plasmoquina en Bayer en 1924/25 fue uno de los primeros ejemplos del desarrollo racional de fármacos, en oposición al filtrado de compuestos aleatorios. Los químicos de Bayer comenzaron desde la base de la quinolina y agregaron cadenas laterales que sospechaban que podrían ser efectivas para aliviar los efectos secundarios. Schönhöfer y Wingler también llevaron a cabo otras investigaciones sobre sustancias similares en el grupo de trabajo que dirigían. Schönhofer trabajó más tarde con Hans Andersag, que en 1934 desarrolló el fármaco antipalúdico resoquina, llamado cloroquina en los Estados Unidos. Schönhöfer también trabajó en Bayer con el sucesor de Roehl, Walter Kikuth .
La eficacia clínica de la plasmoquina fue probada por Peter Mühlens (1874-1943) del Instituto Tropical de Hamburgo en estudios con pacientes con malaria y por Franz Sioli (1882-1949) en pacientes con parálisis en la institución psiquiátrica de Düsseldorf-Grafenberg que dirigía.
Schönhofer fue posteriormente profesor en la Universidad de Erlangen. En 1948 fue editor del volumen Chemotherapy de la FIAT Review of German Science (Wiesbaden, Dieterich 1948), una serie de publicaciones organizadas por los Aliados en las que científicos alemanes presentaban su trabajo durante la Segunda Guerra Mundial.
Fue el padre del político alemán Peter Schönhöfer.